# آبی کمبریج
آبی کمبریج رنگی است که معمولاً توسط تیم‌های ورزشی دانشگاه کمبریج استفاده می‌شود. بحث زیادی در مورد سایهٔ دقیق رنگی که باید استفاده شود وجود دارد. مهم‌تر از همه، رنگ استفاده‌شده توسط باشگاه قایق‌رانی دانشگاه کمبریج با رنگی که توسط دانشگاه کمبریج RUFC استفاده می‌شود متفاوت است. رنگ فعلی باشگاه قایق‌رانی زمانی ایجاد شد که Alf Twinn، قایق‌ران دانشگاه کمبریج در سال‌های ۱۹۳۴–۱۹۸۴، رنگ زرد بیشتری را به این سایه افزود، ظاهراً برای اینکه آن را از رنگ باشگاه راگبی متمایز کند.
راهنمای رنگ رسمی دانشگاه کمبریج، آبی کمبریج را به عنوان پانتون 557 C با مقادیر RGB R 133, G 176, B 154 تعریف می‌کند.
این رنگ در واقع یک تن متوسط از آبی بهاری است. رنگ‌های سبز بهاری رنگ‌هایی با کد h (کد رنگ) بین ۱۳۵ و ۱۶۵ هستند. این رنگ دارای کد h 140 است که آن را در محدوده رنگ‌های سبز بهاری در چرخه رنگ RGB قرار می‌دهد.